# ケーブルテレビ (企業)
ケーブルテレビ株式会社（CableTV Co,Ltd）は、栃木県栃木市に本社を置き、栃木県・群馬県・茨城県・埼玉県の4県でテレビ放送、インターネットサービス、IP電話事業を行うケーブルテレビ局である。
また、超短波放送（FMラジオ放送）を運用する特定地上基幹放送事業者でもある。
公式マスコットキャラクターはきゅーちゃん。しっぽのアンテナで情報をキャッチしている宇宙人。

## 業務区域
- 栃木県
  - 栃木市〈ケーブルテレビ栃木〉（栃木センター・本社 - 栃木県栃木市樋ノ口町43-5）
  - 下都賀郡壬生町・上三川町
  - 下野市（下野センター - 栃木県下野市祇園1-7-23 堀ノ内ビル1階）
  - 芳賀郡茂木町〈ケーブルテレビ茂木〉（栃木県芳賀郡茂木町茂木1583 もてぎ暮らしサポートセンター内）[2]
- 群馬県
  - 館林市〈ケーブルテレビ館林〉
  - 邑楽郡板倉町・明和町・千代田町・邑楽町
- 茨城県
  - 結城市〈ケーブルテレビ結城〉
  - 筑西市〈ケーブルテレビ筑西〉
- 埼玉県
  - 久喜市（旧久喜市域は令和7年（2025年）秋頃に開局予定[3]）〈ケーブルテレビ久喜〉

## 沿革
- 1987年（昭和62年）11月 - 栃木市において栃木ケーブルテレビ株式会社（とちぎケーブルテレビ）設立。
- 2001年（平成13年）6月 - 館林市に業務区域を拡張、館林エリアの愛称はケーブルテレビ館林（ケーブルテレビたてばやし）。
- 2004年（平成16年）6月 - 商号をケーブルテレビ株式会社に変更、愛称は（当時）栃木ケーブルテレビ、現ケーブルテレビ栃木。
- 2006年（平成18年）8月 - 館林市一部FTTH化。
- 2008年（平成20年）7月 - 板倉町に業務区域をFTTHにより拡張。
- 2009年（平成21年）11月 - 壬生町に業務区域を拡張。
- 2011年（平成23年）
  - 4月 - 結城市に業務区域をFTTHにより拡張、愛称はケーブルテレビ結城（ケーブルテレビゆうき）。
  - 9月 - 全エリアにおけるFTTH化が完了する。
- 2012年（平成24年）12月 - 筑西市に業務区域を拡張、愛称はケーブルテレビ筑西（ケーブルテレビちくせい）。
- 2015年（平成27年）11月 - 栃木県初のコミュニティFM局・FMくらら857が開局。
- 2016年（平成28年）10月 - 邑楽郡明和町に業務区域を拡張。
- 2017年（平成29年）
  - 4月 - 古河ケーブルテレビ株式会社（旧：リバーシティ・ケーブルテレビ株式会社）を吸収分割。邑楽郡千代田町に業務区域を拡張。
  - 5月 - 邑楽郡邑楽町に業務区域を拡張。
- 2018年（平成30年）3月 - 下野市に業務区域を拡張。
- 2019年（令和元年）12月 - 上三川町に業務区域を拡張。
- 2022年（令和4年）
  - 1月 - グループ会社の古河ケーブルテレビより、埼玉県久喜市南栗橋地区の一部（線路西側）エリアを業務区域に編入・開局、愛称はケーブルテレビ久喜（ケーブルテレビくき）。
  - 6月 - 久喜市の旧栗橋町全域に拡張・開局[4]。
  - 7月 - 各エリアの愛称を変更。栃木県内はケーブルテレビ栃木、茨城県結城市はケーブルテレビ結城、同県筑西市はケーブルテレビ筑西、群馬県内はケーブルテレビ館林、埼玉県久喜市はケーブルテレビ久喜。
- 2023年（令和5年）
  - 11月 - 久喜市の旧菖蒲町全域に業務区域を拡張・開局[4]。
- 2024年（令和6年）
  - 1月 - 4月より、栃木県茂木町営のCATV、茂木町ケーブルテレビの運営事業者となる（公設民営方式）[5]。愛称はケーブルテレビ茂木（ケーブルテレビもてぎ）[2]。
  - 4月 - 久喜市の旧鷲宮町全域に業務区域を拡張・開局[4]。
  - 4月 - 「ひかりネット10ギガ」サービスを全エリアにて提供開始。3ギガ時代に比べ、安い料金で提供出来るようになったことから「ひかりネット3ギガ」契約者は「ひかりネット10ギガ」へ自動移行[6]。
- 2025年（令和7年）
  - 秋 - 久喜市の旧久喜市域全域に業務区域を拡張予定。これにより、久喜市も全域が業務区域となる予定[3]。

## 主な放送チャンネル

### 地上波系列別再放送局
業務区域内では関東のJAITS加盟テレビ局全部をケーブル1本で視聴できる。
| エリア | NHK-G             | NHK-E   | NNN/NNS    | ANN        | JNN       | TXN        | FNN/FNS    | JAITS                                                |
| ------ | ----------------- | ------- | ---------- | ---------- | --------- | ---------- | ---------- | ---------------------------------------------------- |
| 栃木   | NHK宇都宮         | NHK東京 | 日本テレビ | テレビ朝日 | TBSテレビ | テレビ東京 | フジテレビ | とちぎテレビ TOKYO MX テレ玉 tvk チバテレ 群馬テレビ |
| 群馬   | NHK前橋           | NHK東京 | 日本テレビ | テレビ朝日 | TBSテレビ | テレビ東京 | フジテレビ | 群馬テレビ TOKYO MX テレ玉 tvk チバテレ とちぎテレビ |
| 埼玉   | NHK東京           | NHK東京 | 日本テレビ | テレビ朝日 | TBSテレビ | テレビ東京 | フジテレビ | テレ玉 TOKYO MX tvk チバテレ 群馬テレビ とちぎテレビ |
| 茨城   | NHK水戸 NHK宇都宮 | NHK東京 | 日本テレビ | テレビ朝日 | TBSテレビ | テレビ東京 | フジテレビ | TOKYO MX テレ玉 tvk チバテレ 群馬テレビ とちぎテレビ |

### テレビ局
| デジタル           | 放送局 |
| ------------------ | --- |
| 011                | NHK宇都宮総合 （栃木・茨城エリアのみ。 茨城エリアは-1の枝番が付く）                                                                               |
|                    | NHK前橋総合 （群馬エリアのみ） |
|                    | NHK水戸総合 （茨城エリアのみ） |
|                    | NHK東京総合 （埼玉エリアのみ） |
| 031                | とちぎテレビ テレ玉 tvk チバテレ 群馬テレビ （区域外はトランスモジュレーションのみ。 独立局が存在しない茨城エリアはとちテレとテレ玉がパススルー） |
| 041                | 日本テレビ |
| 051                | テレビ朝日 |
| 061                | TBSテレビ |
| 071                | テレビ東京 |
| 081                | フジテレビ |
| 091                | TOKYO MX （トランスモジュレーションのみ） |
| 101                | コミュニティチャンネル |
| 2K BS放送          | |
| 101                | NHK BS |
| 141                | BS日テレ |
| 151                | BS朝日 |
| 161                | BS-TBS |
| 171                | BSテレ東 |
| 181                | BSフジ |
| 191                | WOWOW |
| 200                | BS10 |
| 201                | BS10スターチャンネル |
| 211                | BS11 |
| 222                | TwellV |
| 260                | J:COM BS |
| 265                | BSよしもと |
| 4K8K BS放送        | |
| 101                | NHK BSプレミアム4K |
| 141                | BS日テレ 4K |
| 151                | BS朝日 4K |
| 161                | BS-TBS 4K |
| 171                | BSテレ東 4K |
| 181                | BSフジ 4K |
| 211                | ショップチャンネル 4K |
| 221                | 4K QVC |
| CS・専門チャンネル | |
| 122                | ムービープラスHD |
| 125                | 日本映画専門チャンネルHD |
| 127                | 衛星劇場HD |
| 131                | Dlife |
| 132                | J SPORTS 4 |
| 136                | テレ朝チャンネルHD |
| 137                | フジテレビNEXT |
| 138                | フジテレビONE |
| 139                | フジテレビTWO |
| 141                | ホームドラマチャンネル HD |
| 142                | ナショナル ジオグラフィックHD |
| 143                | 旅チャンネルHD |
| 144                | TBSチャンネルHD |
| 146                | GAORA SPORTS HD |
| 147                | スカイA HD |
| 149                | アニマックス HD |
| 151                | チャンネルNECO-HD |
| 155                | WOWOW プラスHD |
| 159                | 時代劇専門チャンネルHD |
| 160                | MONDOTV HD |
| 164                | グリーンチャンネル |
| 165                | グリーンチャンネル2 |
| 166                | 日テレジータス HD |
| 167                | ゴルフネットワークHD |
| 168                | J SPORTS 1 |
| 169                | J SPORTS 2 |
| 183                | ディズニーチャンネル |
| 184                | KBS WORLD |
| 211                | スカイA |
| 217                | ゴルフネットワーク |
| 219                | FIGHTING TV サムライ |
| 225                | 東映チャンネル |
| 230                | ファミリー劇場 |
| 231                | スーパー!ドラマTV |
| 232                | アクションチャンネル |
| 236                | アニマルプラネット |
| 240                | カートゥーン ネットワーク |
| 242                | キッズステーション |
| 243                | ディズニージュニア |
| 244                | AT-X |
| 251                | 日経CNBC |
| 252                | 日テレNEWS24 |
| 254                | TBS NEWS |
| 255                | ヒストリーチャンネル |
| 261                | MUSIC ON! TV |
| 262                | スペースシャワーTV |
| 264                | 歌謡ポップスチャンネル |
| 270                | 囲碁・将棋チャンネル |
| 271                | ショップチャンネル |
| 272                | QVC |
| 276                | 釣りビジョン |
| 287                | レジャーチャンネル |
| 288                | SPEEDチャンネル |
| 290                | プレイボーイチャンネル |
| 291                | チャンネル・ルビー |
| 292                | レインボーチャンネル |
| 294                | ピンクチェリー |
| 302                | Mnet |
| 310                | TAKARAZUKA SKY STAGE |

- 配信システムは日本デジタル配信を導入している。
- BS放送はBSデジタルパススルーサービスを行っており、全放送受信可能（BS-IFパススルー）。ただし工事費がかかる場合がある[7]。

### ラジオ局
全てMHz表記。
| エリア | エリア | エリア | 放送局      |
| 栃木   | 群馬   | 茨城   | 放送局      |
| ------ | ------ | ------ | ----------- |
| 76.4   | 76.4   | 76.4   | RADIO BERRY |
| 78.0   | 78.0   | 78.0   | BAYFM       |
| 79.5   | 79.5   | 79.5   | NACK5       |
| 80.0   | 80.0   | 80.0   | TOKYO FM    |
| 80.3   |        |        | NHK宇都宮FM |
| 81.3   | 81.3   | 81.3   | J-WAVE      |
|        | 81.6   |        | NHK前橋FM   |
| 82.5   | 82.5   | 82.5   | NHK東京FM   |
|        |        | 83.2   | NHK水戸FM   |
| 85.7   | 85.7   | 85.7   | FMくらら857 |
| 86.3   | 86.3   | 86.3   | FM GUNMA    |

## コミュニティ放送

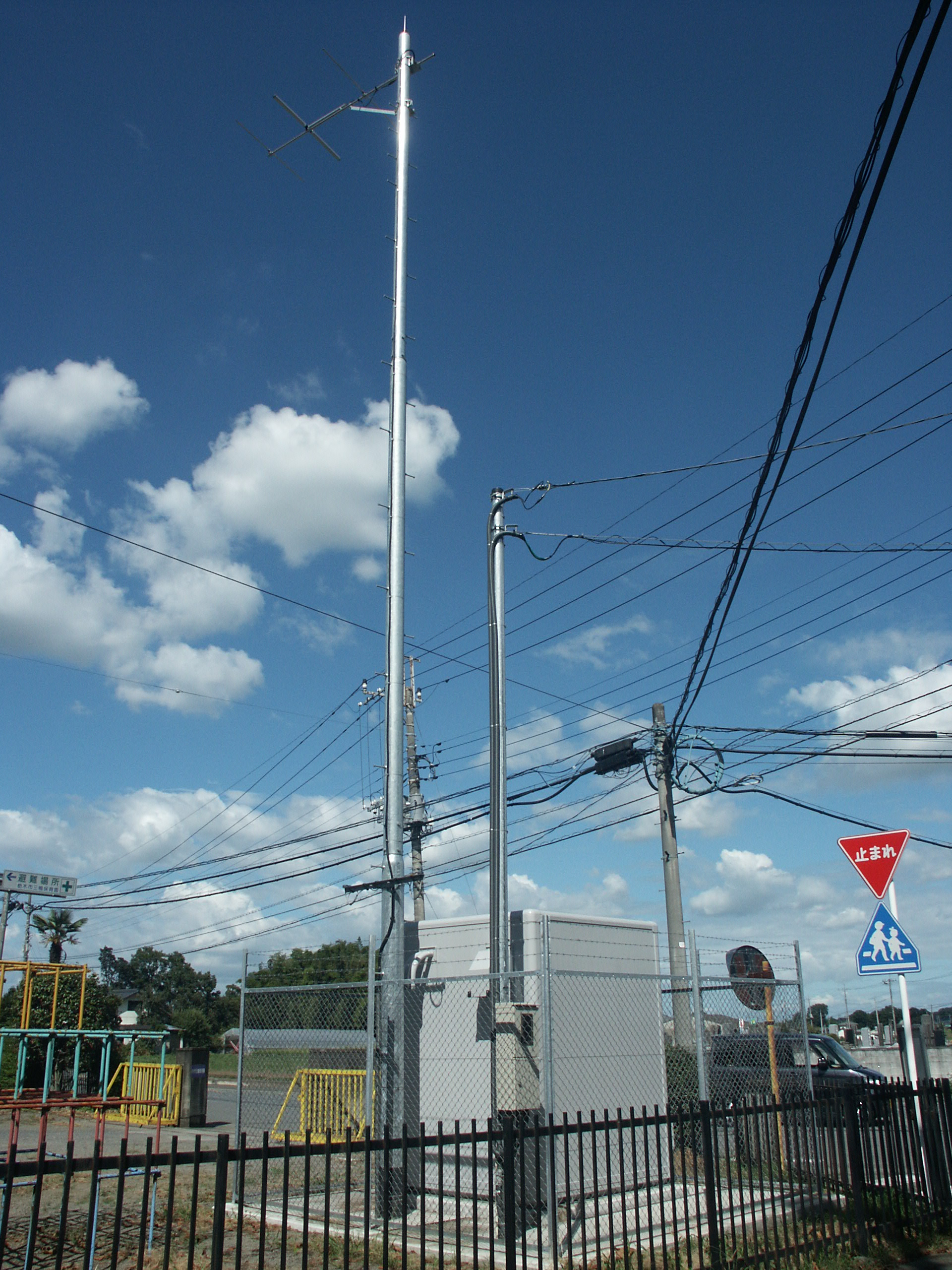
中継局送信アンテナ

FMくらら857（エフエムくららはちごうなな）の愛称で、栃木市・壬生町・小山市・下野市・野木町・佐野市の各一部地域を放送区域とするコミュニティ放送事業を運営している。
保有する特定地上基幹放送局の呼出名称はとちぎシティエフエム。

### 概要

#### 開局までの経緯
栃木県では1993年（平成5年）に、栃木市をサービスエリアとする「FM蔵の街」を開局すべく、栃木コミュニティ放送株式会社が放送局（現・特定地上基幹放送局）の予備免許を取得した が、準備不足を理由に翌1994年（平成6年）に断念、予備免許を返上して栃木コミュニティ放送は清算された。
栃木市は、コミュニティ放送局の開局にあたり、放送設備を市が建設し民間企業が管理運営する「公設民営方式」によることとし、事業者としてケーブルテレビ社を選定した。つまり有線テレビジョン放送事業者を特定地上基幹放送局の免許人とすることとした。
2015年（平成27年）1月27日に特定地上基幹放送局の予備免許を取得。
9月に試験電波の発射を開始したが、同10日に平成27年9月関東・東北豪雨が発生。同15日に臨時災害放送局・とちぎさいがいエフエムの免許を取得した栃木市から運用を委託される形でとちぎシティエフエムとしての運用を休止し10月30日まで臨時災害放送をした。
11月3日に開局。これをもって全都道府県にコミュニティ放送局が揃った。

### 演奏所、送信所
演奏所（スタジオ）は樋ノ口町の本社内に、サテライトスタジオの「コエドスタジオ」が倭町の観光情報物産館施設コエド市場内にある。
| 送信所                                                      | 空中線電力 | 設置場所                          |
| ----------------------------------------------------------- | ---------- | --------------------------------- |
| 親局                                                        | 20W        | 栃木市万町 （栃木市役所）         |
| 中継局                                                      | 1W         | 栃木市藤岡町 （三鴨保育園敷地内） |
| - 親局のコールサインは、JOZZ3CB-FM - 周波数は、全て85.7 MHz |            |                                   |

インターネット配信はFM++による。

### 沿革
- 2015年（平成27年）
  - 1月27日 - 親局と中継局の特定地上基幹放送局の予備免許取得[11]
  - 7月1日 - 愛称がFMくらら857に決定[12]
  - 9月15日 - 栃木市がとちぎさいがいエフエムの免許取得[13]
    - コールサイン：JOYZ3R-FM、周波数：85.7 MHz、空中線電力：親局20W、中継局1W
    - ケーブルテレビのコミュニティチャンネル112chでもサイマル放送を実施[14]

  - 9月25日 - FM++によるインターネット配信開始[15]
  - 10月12日 - 112chのサイマル放送終了[14]
- 10月30日 - とちぎさいがいエフエムの運用終了
  - 11月1日 - 親局と中継局の特定地上基幹放送局の免許取得[16]
  - 11月3日 - 開局
  - 11月4日 - 日本コミュニティ放送協会に加盟[17]

放送時間は基本24時間であるが、本社スタジオまたはコエドスタジオからの放送は原則として毎日7:00 - 21:00の14時間生放送、残りの10時間は基本的にフィラーの音楽番組であるが、平日21:00 - 24:00はミュージックバードより大西貴文のTHE NITEをネットしている。

### 自社制作番組
- “番組表”.   FMくらら857. 2016年5月10日閲覧。

#### 平日
- LIVE on くらら857（7:00 - 9:00）
- amスマイリング（9:00 - 11:00）
- とち介Pのハッピータウン（栃木市広報、11:00 - 12:00）
- くららんランチ（12:00 - 13:00）
- koikoi-kurara（13:00 - 17:00）
  - 週間リフォーム倶楽部（月曜 15時台）
  - 週間マイホーム倶楽部（木曜 15時台）
- ヨルDoすん?（17:00 - 18:00）
- YORAナイト!くらら857（月 - 木 18:00 - 19:00　第1・3水曜を除く）
- 佐山隆のほっと一息（第1・3水 18:00 - 19:00）
- ウーヴァとゆかいな仲間たち（栃木ウーヴァFC広報、金 18:00 - 19:00）
- くらら857便TAKE OFF（19:00 - 21:00<木のみ20:00 - 21:00>）
- 木曜ジャングルトーク（木曜 19:00 - 20:00）

#### 週末
- サタサタ/サンサンモーニング（7:00 - 9:00）
- サタデー/サンデーラヂヲ（9:00 - 11:00）
- そろそろひるめし（11:00 - 12:00）
- ひるなびサタデー/サンデー（12:00 - 13:00）
- ミドコロコエド（13:00 - 17:00）
- the fashion（土曜 17:00 - 18:00）
- KOEDOサタデーズ（土曜 18:00 - 19:00） / サンデーズ（日曜 17:00 - 19:00）
- 週末ここから頑張らNight（土曜 19:00 - 21:00）
- COCOLOリセット（日曜 19:00 - 20:00）
- スタートナイト857（日曜 20:00 - 21:00）

## インターネットサービス
- 戸建て向け5種類、集合住宅向け1種類
- 「ひかりネット10ギガ」サービス